# National Film Award du meilleur acteur dans un second rôle
 (septembre 2018).
Le National Film Award du meilleur acteur dans un second rôle est l'une des catégories des National Film Awards présentées annuellement par la Direction des festivals de films, l'organisation créée par le ministère de l'Information et de la Radiodiffusion en Inde. C'est l'un des nombreux prix décernés pour les longs métrages et décerné avec le Silver Lotus (Rajat Kamal). 
Le prix est annoncé pour tous les films produits dans toute l'Inde, quelle que soit l'industrie, quelle que soit la langue indienne.

## Liste des lauréats
| Année      | Lauréat(s)            | Rôle(s)                  | Film(s)                 | Langue(s)    | Ref.   |
| ---------- | --------------------- | ------------------------ | ----------------------- | ------------ | ------ |
| 1984 (32e) | Victor Banerjee       | Nikhilesh Choudhury      | Ghare Baire             | Bengali      | [ 1 ]  |
| 1985 (33e) | Deepankar De          | Husband                  | Parama                  | Bengali      | [ 2 ]  |
| 1986 (34e) | Suresh Oberoi         | Mukhi                    | Mirch Masala            | Hindi        | [ 3 ]  |
| 1987 (35e) | Thilakan              | Achunni Nair             | Rithubhedam             | Malayalam    | [ 4 ]  |
| 1988 (36e) | Pankaj Kapur          | Inspector P.K.           | Raakh                   | Hindi        | [ 5 ]  |
| 1989 (37e) | Nana Patekar          | Anna                     | Parinda                 | Hindi        | [ 6 ]  |
| 1990 (38e) | Nedumudi Venu         | Maharaja Udayavarma      | His Highness Abdullah   | Malayalam    | [ 7 ]  |
| 1991 (39e) | P. L. Narayana        | Farmer                   | Yagnyam                 | Télougou     | [ 8 ]  |
| 1992 (40e) | Sunny Deol            | Govind                   | Damini – Lightning      | Hindi        | [ 9 ]  |
| 1993 (41e) | Paresh Rawal          | Lalit Ramji              | Woh Chokri              | Hindi        | [ 10 ] |
| 1993 (41e) | Paresh Rawal          | Velji                    | Sir                     | Hindi        | [ 10 ] |
| 1994 (42e) | Ashish Vidyarthi      | Commander Bhadra         | Drohkaal                | Hindi        | [ 11 ] |
| 1994 (42e) | Nagesh                | Prabhakar Rao            | Nammavar                | Tamoul       | [ 11 ] |
| 1995 (43e) | Mithun Chakraborty    | Ramakrishna              | Swami Vivekananda       | Hindi        | [ 12 ] |
| 1996 (44e) | Nana Patekar          | Vishwanath               | Agni Sakshi             | Hindi        | [ 13 ] |
| 1997 (45e) | Prakash Raj           | Tamizhselvan             | Iruvar                  | Tamoul       | [ 14 ] |
| 1998 (46e) | Manoj Bajpai          | Bhiku Mhatre             | Satya                   | Hindi        | [ 15 ] |
| 1999 (47e) | Atul Kulkarni         | Shriram Abhayankar       | Hey Ram                 | Tamoul Hindi | [ 16 ] |
| 2000 (48e) | H. G. Dattatreya      | Hasanabba                | Munnudi                 | Kannada      | [ 17 ] |
| 2001 (49e) | Atul Kulkarni         | Pothya Sawant            | Chandni Bar             | Hindi        | [ 18 ] |
| 2002 (50e) | Chandrasekhar         | Lawrence                 | Nanba Nanba             | Tamoul       | [ 20 ] |
| 2003 (51e) | Pankaj Kapur          | Jahangir Khan (Abbaji)   | Maqbool                 | Hindi        | [ 21 ] |
| 2004 (52e) | Haradhan Bandopadhyay | Haradhan Bandopadhyay    | Krantikaal              | Bengali      | [ 22 ] |
| 2005 (53e) | Naseeruddin Shah      | Mohit                    | Iqbal                   | Hindi        | [ 23 ] |
| 2006 (54e) | Dilip Prabhavalkar    | Mahatma Gandhi           | Lage Raho Munna Bhai    | Hindi        | [ 25 ] |
| 2006 (54e) | Dilip Prabhavalkar    | Clerk                    | Shevri                  | Marathi      | [ 25 ] |
| 2007 (55e) | Darshan Jariwala      | Mahatma Gandhi           | Gandhi, My Father       | Hindi        | [ 26 ] |
| 2008 (56e) | Arjun Rampal          | Joseph Mascarenhas (Joe) | Rock On!!               | Hindi        | [ 27 ] |
| 2009 (57e) | Farooq Sheikh         | S.K. Rao                 | Lahore                  | Hindi        | [ 28 ] |
| 2010 (58e) | Thambi Ramaiah        | Ramaiah                  | Mynaa                   | Tamoul       | [ 29 ] |
| 2011 (59e) | Appukutty             | Azhagarsami              | Azhagarsamiyin Kuthirai | Tamoul       | [ 30 ] |
| 2012 (60e) | Annu Kapoor           | Dr. Baldev Chaddha       | Vicky Donor             | Hindi        | [ 31 ] |
| 2013 (61e) | Saurabh Shukla        | Justice Tripathi         | Jolly LLB               | Hindi        | [ 32 ] |
| 2014 (62e) | Bobby Simha           | Assault Sethu            | Jigarthanda             | Tamoul       | [ 33 ] |
| 2015 (63e) | Samuthirakani         | Muthuvel                 | Visaranai               | Tamoul       | [ 34 ] |
| 2016 (64e) | Manoj Joshi           |                          | Dashkriya               | Marathi      |        |